# ورد أليكسينكوي
ورد أليكسينكوي (الاسم العلمي:Rosa alexeenkoi) هو نوع من النباتات يتبع جنس الورد من الفصيلة الوردية.